# سوزان ميلر (كاتبة)
سوزان ميلر (بالإنجليزية: Susan Miller)‏ هي كاتِبة وكاتبة سيناريو وكاتبة مسرحية أمريكية، ولدت في 6 أبريل 1944 في فيلادلفيا في الولايات المتحدة.

## وصلات خارجية
- الموقع الرسمي